# Irmingard von Freyberg

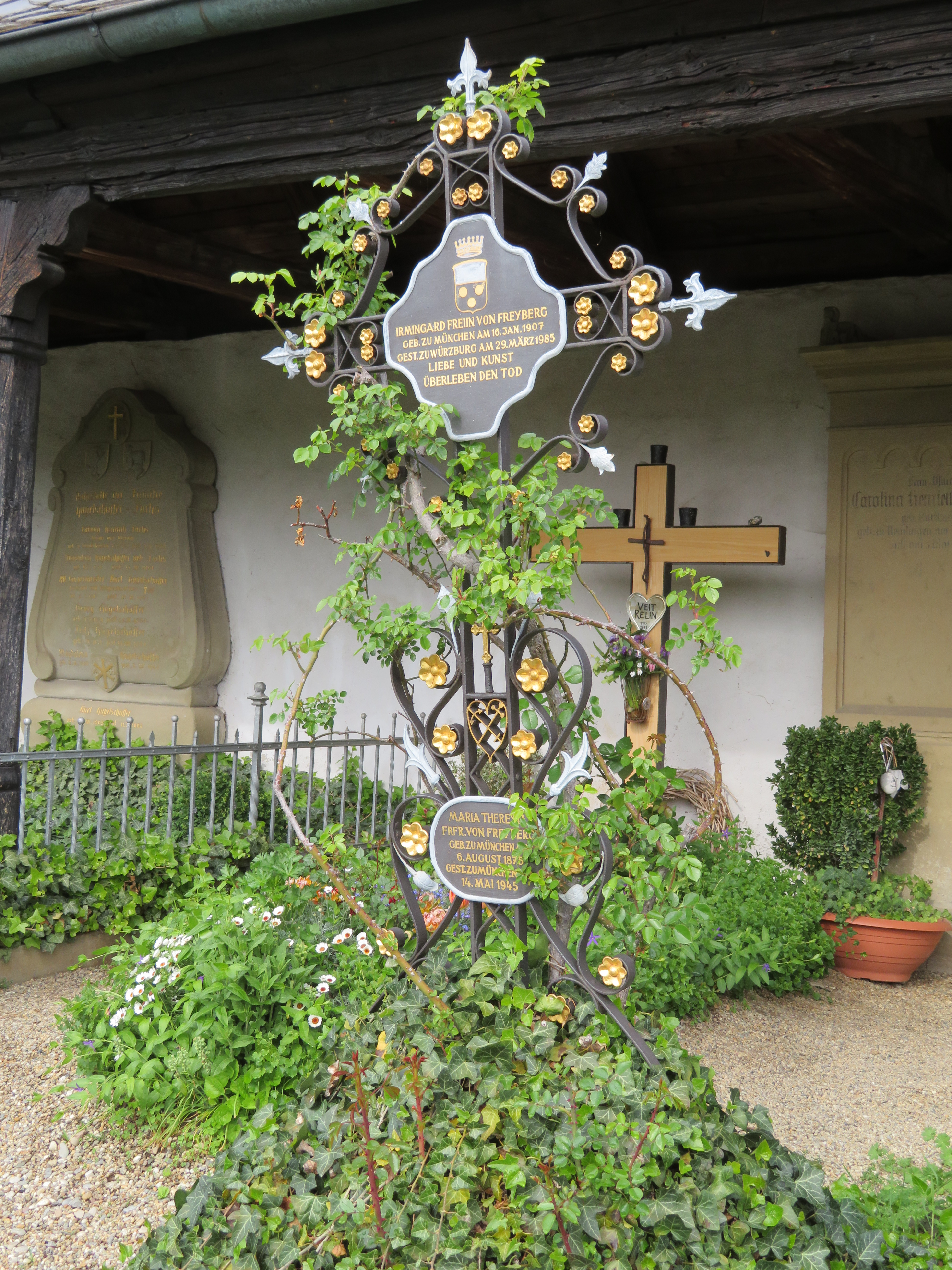
Grabstätte der Künstlerin

Irmingard von Freyberg (* 6. Januar 1907 in München; † 29. März 1985 in Würzburg) war eine deutsche Grafikerin und Scherenschneiderin.
Irmingard von Freyberg stammte aus dem alten süddeutschen Adelsgeschlecht der Freyberg. Ihre Eltern waren Ludwig von Freyberg und Therese Freifrau von Freyberg, geborene Schloer.
Angeregt durch ein Buch mit Silhouetten von Paul Konewka begann sie schon im Alter von fünf Jahren Märchenbilder zu schneiden. Irmingard von Freyberg wollte Schauspielerin werden, doch die Eltern schickten sie auf die Staatsschule für angewandte Kunst in München, der seit 1928 bestehenden Nachfolgeeinrichtung der Königlichen Kunstgewerbeschule München. Dort studierte sie von 1926 bis 1929 unter anderem bei Emil Preetorius. Nach dem Studium war sie als Grafikerin und Illustratorin tätig, verdiente ihren Lebensunterhalt bis nach dem Zweiten Weltkrieg jedoch durch die Herstellung von Keramik in einem eigenen Brennofen. Der Regisseur Heinz Hilpert brachte sie ans Theater. Um 1949 nahm sie zwei Jahre Schauspielunterricht bei Gertrude Eysoldt. Danach übernahm Irmingard von Freyberg Theater- und Filmrollen, schrieb Drehbücher, führte Regie und entwarf Dekorationen. Luigi Malipiero bat sie 1960, sich um das Torturmtheater Sommerhausen zu kümmern, während er in Berlin eine neue, wenig erfolgreiche Filiale betrieb. Nach einem Jahr endete die Zusammenarbeit. Als die Ära des Fernsehens anbrach, konnte die Künstlerin ihre Neigungen zur Bühnenkunst sowie zum Scherenschnitt verbinden. Sie schuf von 1955 bis 1972 über 60 Schattenspiele für das Fernsehen. Irmingard von Freyberg begann zudem Bücher zu illustrieren. Seit 1958 wohnte sie in Sommerhausen, wo sie am 1. April 1985 auf dem Friedhof beigesetzt wurde. 

## Werke
- Lucia Turnbull: Der falsche Fakir. Indische Märchen gesammelt und nacherzählt von Lucia Turnbull. Illustrationen von Irmingard von Freyberg. Nymphenburger Verlagsbuchhandlung, München 1964.
- Willst du nicht das Lämmlein hüten. Scherenschnitte von Irmingard von Freyberg. Naumann, Würzburg 1981, ISBN 978-3-88567-027-8.